# آنتاکاوانا
آنتاکاوانا (به لاتین: Antakavana) یک منطقهٔ مسکونی در ماداگاسکار است که در آنالامانگا واقع شده‌است. آنتاکاوانا ۹۵۸ متر بالاتر از سطح دریا واقع شده‌است.